# Benarrabá
Benarrabá és un poble de la província de Màlaga (Andalusia), que pertany a la comarca de la Serranía de Ronda.
Per carretera està situat a 134 km de Màlaga i a 668 km de Madrid.